# Manvir Singh
Manvir Singh (Punjab, 6 novembre 1995) è un calciatore indiano, attaccante del Mohun Bagan Super Giants.

## Carriera

### Club
Ha sempre giocato in India.

### Nazionale
Ha giocato nella nazionale indiana Under-23.
Ha esordito in nazionale maggiore nel 2017.
Nel 2023 ha partecipato alla Coppa d'Asia.

## Statistiche

### Presenze e reti nei club
| Stagione                                | Squadra                                 | Campionato                              | Campionato | Campionato | Coppe nazionali | Coppe nazionali | Coppe nazionali | Coppe continentali | Coppe continentali | Coppe continentali | Altre coppe | Altre coppe | Altre coppe | Totale | Totale |
| Stagione                                | Squadra                                 | Comp                                    | Pres       | Reti       | Comp            | Pres            | Reti            | Comp               | Pres               | Reti               | Comp        | Pres        | Reti        | Pres   | Reti   |
| --------------------------------------- | --------------------------------------- | --------------------------------------- | ---------- | ---------- | --------------- | --------------- | --------------- | ------------------ | ------------------ | ------------------ | ----------- | ----------- | ----------- | ------ | ------ |
| 2020-2021                               | ATK Mohun Bagan                         | ISL                                     | 20+3       | 5+1        | -               | -               | -               | AFC Cup            | 4                  | 1                  | -           | -           | -           | 27     | 7      |
| 2021-2022                               | ATK Mohun Bagan                         | ISL                                     | 20+2       | 6          | -               | -               | -               | AFC Cup            | 6                  | 2                  | -           | -           | -           | 28     | 8      |
| 2022-2023                               | ATK Mohun Bagan                         | ISL                                     | 14+4       | 2          | SC              | 3               | 1               | QAFC Cup           | 1                  | 0                  | DC          | 3           | 0           | 25     | 3      |
| 2023-2024                               | Mohun Bagan Super Giant                 | ISL                                     | 20+3       | 3+1        | SC              | -               | -               | AFC Cup            | 4                  | 0                  | DC          | 6           | 1           | 33     | 5      |
| 2024-2025                               | Mohun Bagan Super Giant                 | ISL                                     | 23+2       | 5          | SC              | 0               | 0               | AFC2               | 1                  | 0                  | DC          | 4           | 1           | 30     | 6      |
| 2025-2026                               | Mohun Bagan Super Giant                 | ISL                                     | 0          | 0          | SC              | 0               | 0               | AFC2               | 0                  | 0                  | DC          | 1           | 1           | 1      | 1      |
| Totale ATK Mohun Bagan / Mohun Bagan SG | Totale ATK Mohun Bagan / Mohun Bagan SG | Totale ATK Mohun Bagan / Mohun Bagan SG | 111        | 22         |                 | 3               | 1               |                    | 16                 | 3                  |             | 14          | 3           | 144    | 30     |
| Totale carriera                         | Totale carriera                         | Totale carriera                         | 111        | 22         |                 | 3               | 1               |                    | 16                 | 3                  |             | 14          | 3           | 144    | 30     |

### Cronologia presenze e reti in nazionale
| Cronologia completa delle presenze e delle reti in nazionale ― India | Cronologia completa delle presenze e delle reti in nazionale ― India | Cronologia completa delle presenze e delle reti in nazionale ― India | Cronologia completa delle presenze e delle reti in nazionale ― India | Cronologia completa delle presenze e delle reti in nazionale ― India | Cronologia completa delle presenze e delle reti in nazionale ― India | Cronologia completa delle presenze e delle reti in nazionale ― India | Cronologia completa delle presenze e delle reti in nazionale ― India |
| Data                                                                 | Città                                                                | In casa                                                              | Risultato                                                            | Ospiti                                                               | Competizione                                                         | Reti                                                                 | Note                                                                 |
| -------------------------------------------------------------------- | -------------------------------------------------------------------- | -------------------------------------------------------------------- | -------------------------------------------------------------------- | -------------------------------------------------------------------- | -------------------------------------------------------------------- | -------------------------------------------------------------------- | -------------------------------------------------------------------- |
| 19-8-2017                                                            | Mumbai                                                               | India                                                                | 2 – 1                                                                | Mauritius                                                            | Amichevole                                                           | -                                                                    | 88’                                                                  |
| 24-8-2017                                                            | Mumbai                                                               | India                                                                | 1 – 1                                                                | Saint Kitts e Nevis                                                  | Amichevole                                                           | -                                                                    | 87’                                                                  |
| 5-9-2018                                                             | Dacca                                                                | India                                                                | 2 – 0                                                                | Sri Lanka                                                            | SAFF Championship 2018 - 1º turno                                    | -                                                                    | 70’                                                                  |
| 9-9-2018                                                             | Dacca                                                                | India                                                                | 2 – 0                                                                | Maldive                                                              | SAFF Championship 2018 - 2º turno                                    | 1                                                                    |                                                                      |
| 12-9-2018                                                            | Dacca                                                                | India                                                                | 3 – 1                                                                | Pakistan                                                             | SAFF Championship 2018 - Semifinale                                  | 2                                                                    | 56’ 82’                                                              |
| 15-9-2018                                                            | Dacca                                                                | Maldive                                                              | 2 – 1                                                                | India                                                                | SAFF Championship 2018 - Finale                                      | -                                                                    |                                                                      |
| 8-6-2019                                                             | Buriram                                                              | Thailandia                                                           | 0 – 1                                                                | India                                                                | King's Cup 2019 - Finale terzo e quarto posto                        | -                                                                    | 51’                                                                  |
| 13-7-2019                                                            | Ahmedabad                                                            | India                                                                | 2 – 5                                                                | Corea del Nord                                                       | Intercontinental Cup 2019 - 1º turno                                 | -                                                                    | 46’                                                                  |
| 16-7-2019                                                            | Ahmedabad                                                            | India                                                                | 1 – 1                                                                | Siria                                                                | Intercontinental Cup 2019 - 1º turno                                 | -                                                                    | 84’                                                                  |
| 5-9-2019                                                             | Guwahati                                                             | India                                                                | 1 – 2                                                                | Oman                                                                 | Qual. Mondiali 2022                                                  | -                                                                    | 78’                                                                  |
| 10-9-2019                                                            | Doha                                                                 | Qatar                                                                | 0 – 0                                                                | India                                                                | Qual. Mondiali 2022                                                  | -                                                                    |                                                                      |
| 15-10-2019                                                           | Calcutta                                                             | India                                                                | 1 – 1                                                                | Bangladesh                                                           | Qual. Mondiali 2022                                                  | -                                                                    |                                                                      |
| 14-11-2019                                                           | Dušanbe                                                              | Afghanistan                                                          | 1 – 1                                                                | India                                                                | Qual. Mondiali 2022                                                  | -                                                                    | 59’                                                                  |
| 25-3-2021                                                            | Dubai                                                                | India                                                                | 1 – 1                                                                | Oman                                                                 | Amichevole                                                           | 1                                                                    | 90+2’                                                                |
| 29-3-2021                                                            | Dubai                                                                | India                                                                | 0 – 6                                                                | Emirati Arabi Uniti                                                  | Amichevole                                                           | -                                                                    |                                                                      |
| 3-6-2021                                                             | Doha                                                                 | India                                                                | 0 – 1                                                                | Qatar                                                                | Qual. Mondiali 2022                                                  | -                                                                    |                                                                      |
| 7-6-2021                                                             | Doha                                                                 | Bangladesh                                                           | 0 – 2                                                                | India                                                                | Qual. Mondiali 2022                                                  | -                                                                    | 59’                                                                  |
| 15-6-2021                                                            | Doha                                                                 | India                                                                | 1 – 1                                                                | Afghanistan                                                          | Qual. Mondiali 2022                                                  | -                                                                    |                                                                      |
| 2-9-2021                                                             | Katmandu                                                             | Nepal                                                                | 1 – 1                                                                | India                                                                | Amichevole                                                           | -                                                                    |                                                                      |
| 5-9-2021                                                             | Katmandu                                                             | Nepal                                                                | 1 – 2                                                                | India                                                                | Amichevole                                                           | -                                                                    | 62’                                                                  |
| 4-10-2021                                                            | Malé                                                                 | Bangladesh                                                           | 1 – 1                                                                | India                                                                | SAFF Championship 2021 - 1º turno                                    | -                                                                    |                                                                      |
| 7-10-2021                                                            | Malé                                                                 | India                                                                | 0 – 0                                                                | Sri Lanka                                                            | SAFF Championship 2021 - 1º turno                                    | -                                                                    | 81’                                                                  |
| 10-10-2021                                                           | Malé                                                                 | Nepal                                                                | 0 – 1                                                                | India                                                                | SAFF Championship 2021 - 1º turno                                    | -                                                                    | 59’                                                                  |
| 13-10-2021                                                           | Malé                                                                 | India                                                                | 3 – 1                                                                | Maldive                                                              | SAFF Championship 2021 - 1º turno                                    | 1                                                                    | 78’                                                                  |
| 16-10-2021                                                           | Malé                                                                 | India                                                                | 3 – 0                                                                | Nepal                                                                | SAFF Championship 2021 - Finale                                      | -                                                                    | 86’                                                                  |
| 23-3-2022                                                            | Al Muharraq                                                          | Bahrein                                                              | 2 – 1                                                                | India                                                                | Amichevole                                                           | -                                                                    |                                                                      |
| 26-3-2022                                                            | Riffa                                                                | India                                                                | 0 – 3                                                                | Bielorussia                                                          | Amichevole                                                           | -                                                                    |                                                                      |
| 28-5-2022                                                            | Doha                                                                 | India                                                                | 0 – 2                                                                | Giordania                                                            | Amichevole                                                           | -                                                                    | 46’                                                                  |
| 8-6-2022                                                             | Calcutta                                                             | India                                                                | 2 – 0                                                                | Cambogia                                                             | Qual. Coppa d'Asia 2023                                              | -                                                                    |                                                                      |
| 11-6-2022                                                            | Calcutta                                                             | Afghanistan                                                          | 1 – 2                                                                | India                                                                | Qual. Coppa d'Asia 2023                                              | -                                                                    | 89’                                                                  |
| 14-6-2022                                                            | Calcutta                                                             | India                                                                | 4 – 0                                                                | Hong Kong                                                            | Qual. Coppa d'Asia 2023                                              | 1                                                                    | 60’                                                                  |
| 22-3-2023                                                            | Imphal                                                               | India                                                                | 1 – 0                                                                | Birmania                                                             | Amichevole                                                           | -                                                                    | 70’                                                                  |
| 7-9-2023                                                             | Chiang Mai                                                           | Iraq                                                                 | 2 – 2 dts (5-4 dtr)                                                  | India                                                                | King's Cup 2023 - Semifinale                                         | -                                                                    | 70’                                                                  |
| 10-9-2023                                                            | Chiang Mai                                                           | Libano                                                               | 1 – 0                                                                | India                                                                | King's Cup 2023 - Finale 3º posto                                    | -                                                                    | 62’                                                                  |
| 16-11-2023                                                           | Al Kuwait                                                            | Kuwait                                                               | 0 – 1                                                                | India                                                                | Qual. Mondiali 2026                                                  | 1                                                                    | 83’                                                                  |
| 13-1-2024                                                            | Al Rayyan                                                            | Australia                                                            | 2 – 0                                                                | India                                                                | Coppa d'Asia 2023 - 1º turno                                         | -                                                                    |                                                                      |
| 18-1-2024                                                            | Al Rayyan                                                            | India                                                                | 0 – 3                                                                | Uzbekistan                                                           | Coppa d'Asia 2023 - 1º turno                                         | -                                                                    | 46’                                                                  |
| 23-1-2024                                                            | Al Khawr                                                             | Siria                                                                | 1 – 0                                                                | India                                                                | Coppa d'Asia 2023 - 1º turno                                         | -                                                                    | 64’                                                                  |
| 21-3-2024                                                            | Khamis Mushait                                                       | Afghanistan                                                          | 0 – 0                                                                | India                                                                | Qual. Mondiali 2026                                                  | -                                                                    | 74’                                                                  |
| 26-3-2024                                                            | Guwahati                                                             | India                                                                | 1 – 2                                                                | Afghanistan                                                          | Qual. Mondiali 2026                                                  | -                                                                    |                                                                      |
| 6-6-2024                                                             | Calcutta                                                             | India                                                                | 0 – 0                                                                | Kuwait                                                               | Qual. Mondiali 2026                                                  | -                                                                    | 70’                                                                  |
| 11-6-2024                                                            | Al Rayyan                                                            | Qatar                                                                | 2 – 1                                                                | India                                                                | Qual. Mondiali 2026                                                  | -                                                                    | 79’                                                                  |
| 3-9-2024                                                             | Hyderabad                                                            | India                                                                | 0 – 0                                                                | Mauritius                                                            | Coppa Intercontinentale 2024 - 1º turno                              | -                                                                    |                                                                      |
| 9-9-2024                                                             | Hyderabad                                                            | India                                                                | 0 – 3                                                                | Siria                                                                | Coppa Intercontinentale 2024 - 1º turno                              | -                                                                    | 77’                                                                  |
| 18-11-2024                                                           | Hyderabad                                                            | India                                                                | 1 – 1                                                                | Malaysia                                                             | Amichevole                                                           | -                                                                    | 65’                                                                  |
| 4-6-2025                                                             | Pathum Thani                                                         | Thailandia                                                           | 2 – 0                                                                | India                                                                | Amichevole                                                           | -                                                                    | 67’                                                                  |
| Totale                                                               |                                                                      | Presenze                                                             | 46                                                                   |                                                                      | Reti                                                                 | 7                                                                    |                                                                      |

## Palmarès

### Club

#### Competizioni nazionali
- Super Cup: 1

Goa: 2019
- ISL Shield: 3

Goa: 2019-2020
Mohun Bagan SG: 2023-2024, 2024-2025
- Indian Super League: 2

ATK Mohun Bagan: 2022-2023
Mohun Bagan SG: 2024-2025
- Durand Cup: 1

Mohun Bagan SG: 2023

### Nazionale
- SAFF Championship: 1

2021